# هيبوكلوريت الصوديوم
هيبو كلوريت الصوديوم  هو مركب كيميائي صيغته الكيميائية NaClO , يتكون من كاتيون ( أيون ذو شحنة موجبة) +Na و أنيون ( أيون ذو شحنه سالبه ) -ClO، ويمكن أن يصنف أيضاً كأحد أملاح الصوديوم لحمض الهيبوكلوريك. يعرف عادة باسم المبيض عند إذابته في الماء. في الواقع هبيوكلرويت الصوديوم يختلف عملياً وكيميائياً عن الكلور. يستخدم مركب هيبوكلوريت الصوديوم كمطهر أو كعامل مبيّض.

## التاريخ
يعرف تحت كلوريت الصوديوم باسم ماء جافيل، أو جافيل فقط، اكتشفه الكيميائي الفرنسي كلود لوي برتوليه سنة 1789 وأسماه ”ماء جافيل” "Eau de Javel".

## التحضير
أكثر طريقة شائعة للنحضير هي بمعالجة محلول هيدروكسيد الصوديوم بغاز الكلور
2NaOH + Cl2 → NaClO + NaCl + H2O
كما يمكن الحصول عليه من التحليل الكهربائي لمحلول مركز من كلوريد الصوديوم في خلايا تحليل لا تحوي حجاب (diaphragm) أو غشاء (membrane) وذلك لفصل نواتج التحليل بين قطبي الخلية كما هو الحال في تحضير هيدروكسيد الصوديوم. تعمل هذه الخلايا عند درجات حرارة منخفضة وبمحاليل معتدلة تقريبا.

## الاستخدامات

### التبيض
المبيّض المنزلي هو بشكل عام محلول يحتوي على 3-8% هيبوكلوريت الصوديوم , و0.01-0.05%. يتم استخدام هيدروكسيد الصوديوم لإبطاء التحلل من هيبوكلوريت الصوديوم إلى كلوريد الصوديوم و كلورات الصوديوم.

### ازالة التصبغات
مركب هيبوكلوريت الصوديوم لديه خصائص مضادة للأصباغ. من التطبيقات التي يستخدم فيها المركب كمزيل للأصباغ : إزالة بقع العفن , وإزالة الأصباغ المتكونة على الأسنان بسبب مادة الفلور. ويستخدم أيضاً لإزالة البقع عن الأواني الفخارية , وخاصة الأثر الذي يتركه الشاي في الأواني نتيجة احتواء الشاي على مادة التانين.

### التطهير
يستخدم محلول ضعيف من 2% مبيض منزلي في الماء الدافئ لتطهير الأسطح الملساء قبل تخمير البيرة أو النبيذ. وتتم عملية التطهير لهذه الأسطح لتجنب إضافة النكهات للشراب. النواتج الثانوية للأسطح الكلورة هي أيضاً ضارة لذا يجب التخلص إزالتها. طريقة عمل مطهر هيبوكلوريت الصوديوم هو مشابه لحمض Hypochlorous acid.
في أنظمة الولايات المتحدة الأمريكية يسمح بتعقيم الأجهزة التي تقوم بتصنيع المواد الغذائية بمحلول يحتوي على مبيض , مع مراعاة أن يتم تصريف المحلول عن الأدوات قبل ملامسة الأدوات للمواد الغذائية، وأن لا يتجاوز المحلول 200ppm جزء في المليون للكلور المتبقي. (على سبيل المثال مقدار ملقعة طعام واحدة من المبيض المنزلي تحتوي على 5.25% هيبوكلوريت الصوديوم لكل جالون من الماء ). إذا تم استخدام تركيزات أعلى في تقعيم الأسطح يجب أن يتم شطف الأسطح بالماء الصالح للشرب بعد عملية التعقيم.
تخفيف جزء من المبيض المنزلي بأربع أجزاء من الماء (1 : 4) يعطي محلولاً فعال ضد العديد من البكتيريا وبعض الفيروسات، وعادة ما يتم استخدام مثل هذا المحلول في تطهير الأسطح في المستشفيات –في الولايات المتحدة الأميريكية تحديداً-. بقاء المحلول على سطح ما قد يؤدي إلى تآكله لذلك يتم استخدام الإيثانول كمقعم ثاني بعد استخدام المبيض.
وتستخدم السوائل التي تحتوي على هيبوكلوريت الصوديوم باعتباره العنصر العال الرئيسي أيضاً لتنظيف المنزل والتطهير ومن الأمثلة على ذلك منظفات المرحاض. يتم صناعة بعض المنظفات لتكون سميكة ولا تنزلق بسرعة على الأسطح العمودية كما في تنظيف المرحاض من الداخل.

### إزالة الروائح الكريهة
هيبوكلرويت الصوديوم له خصائص غزلة الروائح الكريهة.

### معالجة المياة
يتم استخدام محلول هيبوكلوريت الصوديوم لعلاج مياه الصرف الصحي المحتوية على السيانايد المخفف. مثل النفايات الكهربائية. وقد استخدم هيبوكلوريت الصوديوم لمعالجة النفايات التي تحتوي على تراكيز أعلى من السيانايد , مثل محاليل الفضة والسيانايد المستخدمة للطلاء. يتم تفاعل السيانايد السام وأكسدته إلى التركيبة غير السامة سيانات (OCN-) كما في المعادلة التالية :
CN-  +  OCl-   →  OCN-  + Cl-
ويشيع استخدام هيبوكلوريت الصوديوم كمبيد بيولوجي في التطبيقات الصناعية للسيطرة على تشكيل الوحل والبكتيريا في أنظمة المياهالمستخدمة في محطات توليد الكهرباء ومصانع الورق ويكون تركيز المركب في المحلول 10-15% من وزن المحلول.

### طبُ لُبِّ الأسنان
هيبوكلوريت الصوديوم هو الدواء المختار بسبب فاعليته ضد الكائنات الحيَّة الممرضة وهضم اللب في المعالجة اللبية، تركيزه للاستخدام يختلف من 0.5% إلى 5.25%، في التركيزات المنخفضة هو يذيب بشكل أساسي الأنسجة النخرية؛ في التركيزات الأعلى هو أيضاً يذيب الأنسجة الحيَّويَّة وبالإضافة إلى الأنواع الجرثوميَّة. وقد أظهرت إحدى الدراسات أن المُكوَّرَة المعويَّة البرازيَّة بقيَّت موجودة في العاج بعد 40 دقيقة من التعرض ل 1.3% و E.faecalis2.5% من هيبوكلوريت الصوديوم، في حين أن 40 دقيقة بتركيز  كانت فعالة في إزالة 5.25%.
، بالإضافة إلى أن تركيزات أعلى من هيبوكلوريت الصوديوم، والتعرض لفترة أطول، وإرتفاع درجة حرارة المحلول، أيضاً يزيد فعاليته في إزالة الأنسجة الرخوَّة الليِّنة والبكتيريا في غرفة قناة الجذر. 2% هو التركيز الشائع حين أن هناك خطر أقل في حادث هيبوكلوريت علاجيَ المنشأ. حادث هيبوكلوريت هو رد فعل فوريّ من ألم شديد، يتبعها وذمة؛ ورم دمويَ؛ كدمات كنتيجة لتجاوز المحلول حدود السِّن ودخوله الفراغ المحيط بذروة الأسنان، قد يكون سبب ذلك الربط أو الضغط المفرط على حقنة سائل الإرواء أو أنها قد تحدث إذا كانت الأسنان تملك ثقبة قميَّة بشكل غير طبيعي.

### معادل للغازات التي تؤثر في الأعصاب
في الحرب الكيمياية (باستخدام الغازات المضرة بالجهاز العصبي) على الولايات المتحدة الأمريكية تم تدمير جميع المرافق في الوالايات المتحدة الأميريكة. تم استخدام محلول بتركيز 50 % من هيبوكلوريت الصوديوم لإزالة آثار غازات الأعصاب بعد دخول الأفراد للمناطق السامة. و استخدم تركيز 50% أيضاً من هيبوكلوريت الصوديوم لمعادلة أي تسريب مفاجيء للغازات في المناطق السامة. يتم استخدام تراكيز أقل من هيبوكلوريت الصوديوم بطريقة مماثلة في نظام مكافحة التلوث لضمان عدم انبعاث أي غاز مضر بالأعصاب من مداخن أفران الغاز.

### الحد من تلف الجلد
يتم استخدام مغاطس من مادة المبيض المخفف بالماء لمعالجة المرضى المصابين بالأكزيما المعتدلة أو الحادة. لكن لم يكن يُعرف السبب وراء نجاح هذه الطريقة. وفقاً للعمل الذي نشره الباحثون في كلية الطب بجامعة ستانفورد في نوفمبر تشرين الثاني عام 2013 , أنه إذا تم استخدام محلول محفف بنسبة 0.005% من هيبوكلوريت الصوديوم فإن هذا المحلول يعمل عملاً ناجحاً في علاج الجلد التالف الناتج عن الالتهاب أو العلاج الإشعاعي أو الترض الزائد لأشعة الشمس أو الشيخوخة في فئران المختبر. تم اختبار الفئران المصابة بالتهاب الجلد الناتج من الإشعاع و تعريضها لمغطس يومي في محلول مادة المبيض المخخف لمدة 30 يوم , كانت نتيجة ذلك أن تلف الجلد أصبح أقل حدة وتم شفاء الجراح وإعادة نمو الشعر بشكل أفضل من الفئران التي استخدم الماء فقط في مغطسها.
يوجد جزيء يدعى (NF-kB)في الخلايا المناعية B  يعمل دوراً مهماً في الالتهاب و التقدم في العمر ومقدار الاستجابة للإشعاع. أشارت الأبحاث إلى أن الجزيء (NF-kB)  تم إيقافه عند القيام بتغطيس الفئران المسنة بمحلول مخفف من المبيض , ووُجد أن جلدهم أصبح يظهر أصغر وتحول من من جلد قديم وهش إلى جلد أكثر سمكاً , مع زيادة في تكاثر الخلايا. ولكن عندما تم إيقاف استخدام المبيض في المحلول لوحظ توقف نمو الجلد , لذلك استنتج أنه يلزم الاستخدام المستمر لمحلول المبيض المخفف للمحافظة على سماكة الجلد.

## السلامة
هيبوكلوريت الصوديوم هو مؤكسد قوي، لذلك يدخل في تفاعلات الأكسدة المسببة للتآكل، وعندما يكون على شكل محلول فإن هذا المحلول قد يسبب حروقاً في الجلد وقد يصيب العين بأضرار، خاصة عند استخدام المحلول بتراكيز عالية. تم تصنيف محاليل الصوديوم هيبوكلوريت حسب النسبة المئوية للمركب في المحلول ,إلى محاليل مؤكسدة خطيرة إذا كانت النسبة أكثر من 40%، ومحاليل مؤكسدة معتدلة إذا كانت النسبة أقل من 40% حسب NFPA . (NFPA 430 , 2000 )
تعد عملية خلط مواد التبييض التي تحتوي على هبيوكلوريت الصوديوم مع المنظفات المنزلية عملية خطرة. فمثلاً خلط المنظفات الحمضية مع المبيض يولد غاز الكلور السام، وأيضاً عملية خلط المبيض مع الأمينات ومشتقاتها مثل الأمونيا أو المركبات ذات الصلة وبعض المواد البيولوجية مثل نواتج البول يؤدي إلى تكون مادة ثلالثي الكلورأمين، هذه المادة الغازية قد تؤدي إلى إصابة حادة في الرئة، والتعرض المزمن لهذا الغاز على سبيل المثال في أحواض السباحة حيث يتم استخدام الكلور كمطهر للمياه، يمكن أن يؤدي إلى الإصابة بالربوالتأتبي.
من الممكن أن يتفاعل المبيض بشدة مع بيروكسيد الهيدروجين وينتج غاز الأكسجين كما في لمعادة التالية:
(H2O2 (aq)  + NaClO(aq) → NaCl(aq)  + H2O (l) +  O2 (g)
وتشير التقديرات إلى أن هناك 3300 حادث تحتاج للعلاج في المستشفى نتيجة تفاعل محاليل هيبوكلوريت الصوديوم في كل عام في البيوت البريطانية. (RoSPA , 2002)
عادة ما يتم مفاعلة المبيض المنزلي و الكلور المستخدم في برك السباحة مع تركيز كبير من الغسول (الصودا الكاوية، هيدروكسيد الصوديوم ) كجزء من عملية التصنيع. ملامسة لمادة المبيض تسبب تهيج أو حروق بسبب فقدان الجلد للدهون والزيوت الموجودة فيه مما يؤدي إلى تلف الأنسجة،  وهذا ما يفسر الملمس المنزلق على الجلد عند تعرضه للمبيض. أشارت دراسة أوروبية نُشرت في 2008 إلى أن هبيوكلوريت الصوديوم والمواد الكيميائية العضوية (مثل surfactants , fragrances ) الموجودة في العديد من المنظفات المنزلية يمكن أن تتفاعل لتكون المركبات العضوية المتطايرة المكلورة (VOCs). وتنبعث هذه المركبات أثناء التنظيف وتسبب التسمم أو السرطانات المحتملة عند البشر. وأظهرت الدراسة أن تركيزات الهواء في الأماكن المغلقة ذات تركيز مرتفع عند استخدام مواد التبييض التي تحتوي على المركبات العضوية المتطايرة المكلورة ( 8-52 مرة تركيز الكلوروفورم، و 1-1170 مرة  لرابع كلوريد الكربون أكثر من المعدل الطبيعي لتركيزهما في المنزل ).  وكانت الزيادة في تركيز المركبات المكلورة أقل عند استخدام المبيض العادي وأكثر عندما تكون مادة التنظيف أكثر كثافة أو على شكل هلام. الزيادة الكبيرة التي لوحظت في تركيزات الهواء في الأماكن المغلقة لعديد من المركبات العضوية المتطايرة المكلورة (و خاصة رابع كلوريد الكربون والكلوروفورم ) تشي إلى إن استخدام  المبيض قد تكون مصدراً من المصادر الهامة التي يستنشق منها الشخص هذه المركبات. ويرى المؤلفون أن استخدام هذه المنتجات في التنظيف قد يزيد بشكل كبير من مخاطر الإصابة بالسرطان.
كلورة مياه الشرب يمكن أن يؤدي إلى أكسدة الملوثات العضوية وإنتاج مادة الكلوروفورم و trihalomethanes، وهي مادة مسرطنة وعدة مئات من المواد الناتجة عن عملية التطهير لا يتم رصد الغالبية العظمى منها.
أحد الشواغل الناتجة عن استخدام هبيوكلوريت الصوديوم هو أنه يميل إلى تشكيل المركبات العضوية المكلورة. هذا يمكن أن يحدث خلال التخزين المنزلي و كذلك خلال الاستخدام الصناعي. على سبيل المثال عندما تختلط مادة المبيض مع مياه الصرف الصحي لوحظ أن 1-2% من الكلور المتاح استهلك لتشكيل المركبات العضوية. واعتباراً من عام 1994 تم تحديد نسب المركبين , كلروروفورم و رابع كلورد الكربون. ويقدر التعرض لهذه المواد أن يكون ضمن حدود التعرض المهني.

## الإنتاج
أول إنتاج لمادة هيبوكلوريت البوتاسيوم كان عام 1789 من قبل كلود لوس برتولي في مختبره على الرصيف Javalفي باريس,فرنسا. عن طريق تمرير غاز الكلور في غسول من مادة اليوتاس. ونتج سائل سُمي «أو دو جافال» (Javal water )  وكان عبارة عن محلول ضعيف من هبيوكلوريت البوتاسيوم.
أنطوان اباراك استبدل غسول البوتاس بغسول أرخص ثمناً وهو الصودا وبالتالي حصل على هبيوكلوريت الصوديوم ( أودو اباراك ). و مع ذلك فإن هذه الطريقة لم تكن مجدية وتم التفكير بطرق بديلة ومن مثل هذه الطرق طريقة استُخدم فيها الجير المكلور (المعروف باسم مسحوق التبييض) مع كربونات الصوديوم لإنتاج مستويات منخفضة من الكلور في المحلول. هذه الطريقة كانت تستخدم عادة لإنتاج محلول الهيبوكلوريت لاستخدامها كمطهر في المستشفيات , وتم بيع هذه المادة بعد الحرب العالمية الأولى تحت أسماء (Eusol) ,وهي اختصار ل(Edinbrgh university solution) في إشارة إلى قسم علم الأمراض في الجامعة , حيث تم تطوير هذه المادة. وأشار المعهد الوطني للمملكة المتحدة للتمييز الصحة والعناية في شهر أكتوبر 2008 أنه لا ينبغي أن تستخدم هذه المادة في الإعداد لعناية الجروح الروتينية.
قرب نهاية القرن التاسع عشر الميلادي ،E.S.smith حصل على براءة اختراع لعملية الكلور القلوي : وهي وسيلة لإنتاج هيبوكلوريت الصوديوم من خلال من التحليل الكهربائي لمحلول مركز من كلوريدالصوديوم في خلايا تحليللات تحوي حجاب (diaphragm) أوغشاء (membrane) وذلك لفصل نواتج التحليل بين قطبي الخلية كماهوالحال في تحضير هيدروكسيدالصوديوم.
تعمل هذه الخلايا عند درجات حرارة منخفضة و بمحاليل معتدلة تقريبا محلول  ملحي لإنتاج هيدروكسيد الصوديوم وغاز الكلور، ومن ثم يتم خلطهما لتشكيل هيبوكلوريت الصوديوم.
لقد كانت الطاقة الكهربائية ومحلول بارين اللازمين لهذه العملية متوفرين بسعر رخيص في ذلك الوقت،  لذلك استغل المسوقين هذه الإمكانيات لتصنيع هيبوكلوريت الصوديوم وبيعه في السوق، كما بيع هيبو كلوريت الصوديوم تحت أسماء تجارية عديدة.
في الوقت الحاضر،تم تطوير طريقة أفضل للإنتاج تدعى طريقة هوكر (Hooker process) وأصبحت تستخدم في الأسلوب الصناعي على نطاق واسع لإنتاج هيبوكلوريت الصوديوم. في هذه الطريقة يتم تشكيل هيبوكلوريت الصوديوم (NaClO) وكلوريد الصوديوم (NaCl) عندما يتم تمرير الكلور في محلول هيدروكسيد الصوديوم البارد والمخفف. يتم استخدامها صناعياً مع تقليل المسافة بين المصعد والمهبط  وبحيث تبقى الحرارة أقل من 40 درجة مئوية ( من خلال ملفات التبريد) لمنع تشكل غير مرغوب فيه من كلورات الصوديوم.
Cl2  + 2NaOH  → NaCl +NaClO  + H2O
ولأن الكلور يُختزل ويتأكسد في وقت واحد تعرف هذه العملية باسم disproportination.
المحاليل التجارية تحتوي على كميات كبيرة من كلوريد الصوديوم ( ملح الطعام ) كما هو موضح في المعادلة أعلاه.

## التعبئة والتغليف والبيع
مثل العديد من hypochlorites، فإن مركب NaClO اللامائي الذي تم الحصول عليه من خلال تجفيف  مركب pentagydrate سوف تتحلل بعنف على الحرارة أو الاحتكاك. لكن هي أكثر استقراراً في المحاليل منخفضة الحرارة.

المبيض المنزلي الذي يباع ليستخدم في غسل الملابس هو محلول بنسبة 3-8% من هيبوكلوريت الصوديوم في وقت التصنيع. وتختلف قوة المبيض من وضع لآخر وتتناقص تدريجياً مع التخزين الطويل.
محلول بنسبة 10-25% من هبيوكلوريت الصوديوم يتم تسميته بالمصطلحات أو العلامات التجارية التي تحتوي على المرادفات bleach ,Hypo , Everchlor , chloros , hispicBridos , Bleacol , Vo-redox 9110
محلول بنسبة 12% عادة يستخدم في محطاة المياه لكروة المياه، وإذا كان المحلول يحتوي على  نسبة 15% فهو أكثر استخداماً لتعقيم مياه الصرف الصحي في محطات المعالجة. ويمكن أن يستخدم هيبوكلوريت الصوديوم لتعقيم مياه الشرب.
المحاليل المخففة (50 جزء في المليون ppm 1.5%(  تستخدم في تطهيرالمرشات والمناديل المستخدمة لتنظيف الأسطح الصلبة.

## التفاعلات
هيبوكلوريت الصوديوم يتفاعل مع حمض الهيدروكلرويك لإطلاق غاز الكلور:
NaClO  + 2 HCl  → Cl2 + H2o +NaCl
ويتفاعل مع الأحماض الأخرى مثل حامض الخليك لينتج Hypochlorous acid :
NaClO + CH3COOH → HClO  + CH3COONa
ويتحلل عند التسخين لتشكيل كلورات الصوديوم وكلوريد الصوديوم :
3 NaClO  → NaClO3  + 2 NaCl
ويتفاعل مع بيروكسيد الهيدروجيبن ليعطي جزيء أكسجين :
NaClO + H2O2 →  H2O + NaCl +O2↑
عندما يذوب في الماء فإنه يتحلل ببطء، وينتج أيونات الصوديوم والكلور، وجذور الهيدروكسيل الحرة :
NaClO  + H2O →  Na+  +  Cl-  + 2 HO•
هذه الجذور الحرة الناتجة عن هذا التفاعل يمكن أن تأكسد المركبات العضوية أو تتفاعل ذاتياً لتكوين الماء والأكسجين
R-CH2-OH   + 4 HO•  → R-COOH  + 3 H2O
4 HO•  → 2 H2O  + O2 (dissolved or gas)
في المحاليل التجارية الأنواع التالية تكون في حالة توازن:
HOCl  ↔ H+ + OCl-
HOCl  +  Cl-  +  H+  ↔  Cl2 + H2O
نسبة CL2 : HOCl : OCl-  يعتمد على قيمة الpH الرقم الهيدروجيني. من المعادلات أعلا نلاحظ أن أيونات الكلور (من كلوريد الصوديوم) هي نواتج ثانوية لذلك فهي تلعب دوراً نادراً ما يُذكر، بدونها لن يكون هناك أي كلور في المحلول.
يتفاعل هيبوكلوريت الصوديوم مع معظم مركبات النيتروجين لتشكيل الكلورأمينات المتطايرة، مثل ثنائي الكلور أمين ،ثلاثي الكلوريد النيتروجين :
NH3 + NaOCl → NH2Cl + NaOH
NH2Cl+ NaOCl → NHCl2 + NaOH
NHCl2 + NaOCl → NCl3 + NaOH
في حالة وجود مادة محفزة فإن الكحولات تتأكسد لتصبح مجموعة كربونيل.
تحدث بعض التفاعلات المتباينة بين هيبوكلوريت الصوديوم مع المعادن مثل الزنك، ولكن تكون هذه التفاعلات بطيئة وتعطي أكسيد المعدن أو هيدروكسيد
NaClO + Zn → ZnO + NaCl
أما التفاعلات المتجانسة مع مجموعة من المعادن تسير بصورة أسرع وقد استغل هذا في عملية تسمى Jacobsen epoxidation.

## المعايرة
تفاعل ثيوكبريتات الصوديوم يعطي نتيجة جيدة لمعادلة مادة الكلور. فعند القيام بشطف اليدين بمحلول يحتوي على 5 ملغ/ليتر من ثيوكبريتات الصوديوم، ومن ثم يتم غسل اليدين بالماء والصابون، هذه الطريقة كفيلة بإزالة رائحة الكلور من اليدين.